# Dalhart (Texas)
Dalhart ist die Bezirkshauptstadt und Sitz der Countyverwaltung (County Seat) des Dallam County im US-Bundesstaat Texas in den Vereinigten Staaten. Das U.S. Census Bureau hat bei der Volkszählung 2020 eine Einwohnerzahl von 8.447 ermittelt.

## Geographie
Die Stadt liegt im Dallam- und Hartley County im Nordwesten des sogenannten Texas Panhandle. Sie ist im Norden etwa 30 Kilometer von Oklahoma, im Westen etwa 25 Kilometer von New Mexico entfernt und hat eine Gesamtfläche von 11,1 km².
In Dalhart kreuzen die U.S. Highways 87 und 385 den U.S. Highway 54.

## Geschichte
Der Ort wurde 1901 an der Kreuzung der Chicago, Rock Island and Pacific Railroad und der Bahnstrecke von Denver nach Dallas mit dem Namen Twist Junction gegründet. Später wurde er umbenannt in Denrock, eine Kombination aus den Namen der beiden Eisenbahnlinien. Als das erste Postbüro eröffnet wurde, vergab die Postdirektion aber den Namen Dalhart, als Wortkombination der beiden Countys, in denen er lag.
1912 hatte die Stadt bereits 3500 Einwohner und wurde zum Frachtzentrum für die umliegenden Gebiete. Nach den ersten Ölfunden im Panhandle war Dalhart eine der ersten Städte, die das Land nicht an die Gesellschaften verkaufte, sondern Bohrlizenzen vergab.

## Demographie
Nach der Volkszählung im Jahr 2000 lebten hier 7.237 Menschen in 2.779 Haushalten und 1.939 Familien. Die Bevölkerungsdichte betrug 651,3 Einwohner pro km². Ethnisch betrachtet setzte sich die Bevölkerung zusammen aus 85,44 % weißer Bevölkerung, 1,46 % Afroamerikanern, 0,79 % amerikanischen Ureinwohnern, 0,32 % Asiaten, 0,01 % Bewohnern aus dem pazifischen Inselraum und 9,96 % aus anderen ethnischen Gruppen. Etwa 2,02 % waren gemischter Abstammung und 22,80 % der Bevölkerung waren spanischer oder lateinamerikanischer Abstammung.
Von den 2.779 Haushalten hatten 36,2 % Kinder unter 18 Jahre, die im Haushalt lebten. 55,7 % davon waren verheiratete, zusammenlebende Paare. 9,6 % waren allein erziehende Mütter und 30,2 % waren keine Familien. 26,8 % aller Haushalte waren Singlehaushalte und in 12,3 % lebten Menschen, die 65 Jahre oder älter waren. Die Durchschnittshaushaltsgröße betrug 2,57 und die durchschnittliche Größe einer Familie belief sich auf 3,12 Personen.
29,7 % der Bevölkerung waren unter 18 Jahre alt, 7,7 % von 18 bis 24, 27,7 % von 25 bis 44, 21,7 % von 45 bis 64, und 13,2 % die 65 Jahre oder älter waren. Das Durchschnittsalter war 34 Jahre. Auf 100 weibliche Personen aller Altersgruppen kamen 95,0 männliche Personen. Auf 100 Frauen im Alter von 18 Jahren und darüber kamen 92,8 Männer.

Das jährliche Durchschnittseinkommen eines Haushalts betrug 30.897 USD, das Durchschnittseinkommen einer Familie 39.193 USD. Männer hatten ein Durchschnittseinkommen von 29.521 USD gegenüber den Frauen mit 19.899 USD. Das Prokopfeinkommen betrug 16.530 USD. 11,8 % der Bevölkerung und 8,5 % der Familien lebten unterhalb der Armutsgrenze. Davon waren 13,0 % Kinder und Jugendliche unter 18 Jahren und 19,5 % waren 65 oder älter.